# Irán a 2012. évi nyári olimpiai játékokon
Irán a nagy-britanniai Londonban megrendezett 2012. évi nyári olimpiai játékok egyik részt vevő nemzete volt. Az országot az olimpián 14 sportágban 56 sportoló képviselte, akik összesen 12 érmet szereztek.

## Érmesek
| Érem  | Versenyző               | Sportág    | Versenyszám               |
| ----- | ----------------------- | ---------- | ------------------------- |
| Arany | Hamid Szórján           | Birkózás   | Férfi kötöttfogás, 55 kg  |
| Arany | Omid Nóruzi             | Birkózás   | Férfi kötöttfogás, 60 kg  |
| Arany | Gászem Rezái            | Birkózás   | Férfi kötöttfogás, 96 kg  |
| Arany | Behdád Szalimi          | Súlyemelés | Férfi +105 kg             |
| Ezüst | Ehszán Haddádi          | Atlétika   | Férfi diszkoszvetés       |
| Ezüst | Szádeg Gudarzi          | Birkózás   | Férfi szabadfogás, 74 kg  |
| Ezüst | Naváb Nasszirsalál      | Súlyemelés | Férfi 105 kg              |
| Ezüst | Szadzsád Anusiraváni    | Súlyemelés | Férfi +105 kg             |
| Ezüst | Mohammad Bágeri Motamed | Taekwondo  | Férfi pehelysúly          |
| Bronz | Ehszán Lasgari          | Birkózás   | Férfi szabadfogás, 84 kg  |
| Bronz | Komeil Gászemi          | Birkózás   | Férfi szabadfogás, 120 kg |
| Bronz | Kiánus Rosztami         | Súlyemelés | Férfi 85 kg               |

## Asztalitenisz
Férfi
| Versenyző      | Versenyszám | Selejtező         | 64-es főtábla                              | 48-as főtábla                                               | 32-es főtábla                              | Nyolcaddöntő      | Negyeddöntő       | Elődöntő          | Döntő             | Helyezés |
| Versenyző      | Versenyszám | Ellenfél Eredmény | Ellenfél Eredmény                          | Ellenfél Eredmény                                           | Ellenfél Eredmény                          | Ellenfél Eredmény | Ellenfél Eredmény | Ellenfél Eredmény | Ellenfél Eredmény | Helyezés |
| -------------- | ----------- | ----------------- | ------------------------------------------ | ----------------------------------------------------------- | ------------------------------------------ | ----------------- | ----------------- | ----------------- | ----------------- | -------- |
| Noshad Alamian | Egyes       | erőnyerő          | Justin Han (AUS) · 11–5, 11–7, 11–7, 13–11 | Tang Peng (HKG) · 11–8, 11–5, 7–11, 11–9, 8–11, 5–11, 12–10 | Timo Boll (GER) · 8–11, 5–11, 10–12, 10–12 | kiesett           | kiesett           | kiesett           | kiesett           | 17.      |

Női
| Versenyző       | Versenyszám | Selejtező                                                            | 64-es főtábla     | 48-as főtábla     | 32-es főtábla     | Nyolcaddöntő      | Negyeddöntő       | Elődöntő          | Döntő             | Helyezés |
| Versenyző       | Versenyszám | Ellenfél Eredmény                                                    | Ellenfél Eredmény | Ellenfél Eredmény | Ellenfél Eredmény | Ellenfél Eredmény | Ellenfél Eredmény | Ellenfél Eredmény | Ellenfél Eredmény | Helyezés |
| --------------- | ----------- | -------------------------------------------------------------------- | ----------------- | ----------------- | ----------------- | ----------------- | ----------------- | ----------------- | ----------------- | -------- |
| Neda Shahsavari | Egyes       | Olufunke Oshonaike (NGR) · 13–11, 8–11, 8–11, 11–9, 4–11, 11–5, 3–11 | kiesett           | kiesett           | kiesett           | kiesett           | kiesett           | kiesett           | kiesett           | 65.      |

## Atlétika
Férfi
| Versenyző        | Versenyszám     | Selejtező | Selejtező | Selejtező | Előfutam | Előfutam | Előfutam | Elődöntő | Elődöntő | Elődöntő | Döntő         | Döntő         |
| Versenyző        | Versenyszám     | Idő       | Hely.     | Össz.     | Idő      | Hely.    | Össz.    | Idő      | Hely.    | Össz.    | Idő           | Helyezés      |
| ---------------- | --------------- | --------- | --------- | --------- | -------- | -------- | -------- | -------- | -------- | -------- | ------------- | ------------- |
| Reza Gászemi     | 100 m           | kiemelt   | kiemelt   | kiemelt   | 10,31    | 4.       | 34.**    | kiesett  | kiesett  | kiesett  | kiesett       | kiesett       |
| Szadzsád Hashemi | 400 m           |           |           |           | 47,75    | 6.       | 43.      | kiesett  | kiesett  | kiesett  | kiesett       | kiesett       |
| Szadzsád Morádi  | 800 m           |           |           |           | 1:48,23  | 2.       | 33.      | kizárták | kizárták | kizárták | kiesett       | kiesett       |
| Rouhollah Askari | 110 m gát       |           |           |           | 13,97    | 7.       | 40.      | kiesett  | kiesett  | kiesett  | kiesett       | kiesett       |
| Ebrahim Rahimian | 20 km gyaloglás |           |           |           |          |          |          |          |          |          | nem ért célba | nem ért célba |

| Versenyző         | Versenyszám   | Selejtező | Selejtező | Döntő    | Döntő    |
| Versenyző         | Versenyszám   | Eredmény  | Helyezés  | Eredmény | Helyezés |
| ----------------- | ------------- | --------- | --------- | -------- | -------- |
| Mohammad Arzandeh | Távolugrás    | 784 cm    | 17.       | kiesett  | kiesett  |
| Amin Nikfar       | Súlylökés     | 18,62 m   | 33.       | kiesett  | kiesett  |
| Ehszán Haddádi    | Diszkoszvetés | 65,19 m   | 6.        | 68,18 m  |          |
| Kaveh Mousavi     | Kalapácsvetés | 72,70 m   | 22.       | kiesett  | kiesett  |

Női
| Versenyző    | Versenyszám | Selejtező | Selejtező | Döntő    | Döntő    |
| Versenyző    | Versenyszám | Eredmény  | Helyezés  | Eredmény | Helyezés |
| ------------ | ----------- | --------- | --------- | -------- | -------- |
| Leyla Rajabi | Súlylökés   | 17,55 m   | 22.       | kiesett  | kiesett  |

## Birkózás

### Férfi
Kötöttfogású
| Versenyző           | Versenyszám | Selejtező                          | Nyolcaddöntő                           | Negyeddöntő                        | Elődöntő                          | Vigaszág első kör | Vigaszág elődöntő | Bronz- mérkőzés   | Döntő                            | Helyezés |
| Versenyző           | Versenyszám | Ellenfél Eredmény                  | Ellenfél Eredmény                      | Ellenfél Eredmény                  | Ellenfél Eredmény                 | Ellenfél Eredmény | Ellenfél Eredmény | Ellenfél Eredmény | Ellenfél Eredmény                | Helyezés |
| ------------------- | ----------- | ---------------------------------- | -------------------------------------- | ---------------------------------- | --------------------------------- | ----------------- | ----------------- | ----------------- | -------------------------------- | -------- |
| Hamid Szórján       | 55 kg       | erőnyerő                           | Arszen Eralijev (KGZ) · 4–0, 0–2, 2–1  | Módos Péter (HUN) · 2–0, 1–0       | Håkan Nyblom (DEN) · 3–0, 3–0     |                   |                   |                   | Rövşən Bayramov (AZE) · 2–0, 1–0 |          |
| Omid Nóruzi         | 60 kg       | Sheng Jiang (CHN) · 1–0, 0–2, 1–0  | Ivo Angelov (BUL) · 1–0, 3–0           | Almat Kebiszpajev (KAZ) · 3–1, 3–0 | Macumoto Rjútaró (JPN) · 1–0, 1–0 |                   |                   |                   | Revaz Lashkhi (GEO) · 1–0, 1–0   |          |
| Saeid Abdevali      | 66 kg       | erőnyerő                           | Atakan Yüksel (TUR) · 1–0, 3–0         | Steeve Guénot (FRA) · 0–3, 0–1     | kiesett                           |                   |                   |                   |                                  | 11.      |
| Habibollah Akhlaghi | 84 kg       | Pablo Shorey (CUB) · 1–0, 0–1, 0–1 | kiesett                                | kiesett                            | kiesett                           |                   |                   |                   |                                  | 13.      |
| Gászem Rezái        | 96 kg       | erőnyerő                           | Cenk İldem (TUR) · 0–2, 1–0, 2–0       | Artur Alekszanján (ARM) · 2–0, 1–0 | Yunior Estrada (CUB) · 2–0, 1–0   |                   |                   |                   | Rusztam Totrov (RUS) · 2–0, 1–0  |          |
| Bashir Babajanzadeh | 120 kg      | Ali Nádim (IRQ) · 1–0, 2–0         | Jurij Patrikejev (ARM) · 1–0, 0–1, 2–0 | Johan Eurén (SWE) · 0–3, 0–1       | kiesett                           |                   |                   |                   |                                  | 7.       |

Szabadfogású
| Versenyző          | Versenyszám | Selejtező                             | Nyolcaddöntő                                         | Negyeddöntő                          | Elődöntő                                | Vigaszág első kör | Vigaszág elődöntő                   | Bronz- mérkőzés                        | Döntő                             | Helyezés |
| Versenyző          | Versenyszám | Ellenfél Eredmény                     | Ellenfél Eredmény                                    | Ellenfél Eredmény                    | Ellenfél Eredmény                       | Ellenfél Eredmény | Ellenfél Eredmény                   | Ellenfél Eredmény                      | Ellenfél Eredmény                 | Helyezés |
| ------------------ | ----------- | ------------------------------------- | ---------------------------------------------------- | ------------------------------------ | --------------------------------------- | ----------------- | ----------------------------------- | -------------------------------------- | --------------------------------- | -------- |
| Hassan Rahimi      | 55 kg       | Bajarágín Naranbátar (MGL) · 2–0, 3–0 | Amit Kumár (IND) · 1–0, 0–1, 1–1                     | kiesett                              | kiesett                                 |                   |                                     |                                        |                                   | 8.       |
| Masoud Esmaeilpour | 60 kg       | Guillermo Torres (MEX) · 6–0, 2–1     | Dauren Zsumagazijev (KAZ) · 1–4, 4–1, 4–0            | Beszik Kuduhov (RUS) · 0–4, 1–0, 0–1 |                                         |                   | Jogesvar Datt (IND) · 3–0, 2–3, 0–4 | kiesett                                |                                   | 7.       |
| Mehdi Tagavi       | 66 kg       | Liván López (CUB) · 0–1, 1–0, 0–5     | kiesett                                              | kiesett                              | kiesett                                 |                   |                                     |                                        |                                   | 14.      |
| Szádeg Gudarzi     | 74 kg       | erőnyerő                              | Kiril Terziev (BUL) · 5–0, 3–1                       | Soslan Tigiyev (UZB) · 3–0, 1–1      | Hatos Gábor (HUN) · 2–0, 2–0            |                   |                                     |                                        | Jordan Burroughs (USA) · 0–1, 0–1 |          |
| Ehszán Lasgari     | 84 kg       | Jermek Bajduasov (KAZ) · 1–0, 4–0     | Hadzsimurad Nurmagomedov (ARM) · 1–0, 4–0 (kizárták) | Anzor Urisev (RUS) · 3–0, 3–1        | Şərif Şərifov (AZE) · 0–1, 2–0, 1–2     |                   |                                     | İbrahim Bölükbaşı (TUR) · 3–2, 3–0     |                                   |          |
| Reza Jazdáni       | 96 kg       | erőnyerő                              | Abduszalam Gagyiszov (RUS) · 0–3, 3–0, 3–1           | Magomed Muszajev (KGZ) · 2–0, 4–2    | Valerij Andrijcev (UKR) · 0–5 (sérülés) |                   |                                     | Xetaq Qazyumov (AZE) · mérkőzés nélkül |                                   | 5.       |
| Komeil Gászemi     | 120 kg      | erőnyerő                              | Arjan Bhullar (CAN) · 1–0, 1–0                       | Artur Taymazov (UZB) · 0–1, 0–1      |                                         |                   | Nick Matuhin (GER) · 1–0, 1–0       | Tervel Dlagnev (USA) · 4–0, 0–1, 1–0   |                                   |          |

## Cselgáncs
Férfi
| Versenyző            | Versenyszám | 32-es főtábla                   | Nyolcaddöntő      | Negyeddöntő       | Elődöntő          | Vigaszág elődöntő | Bronz- mérkőzés   | Döntő             | Helyezés   |
| Versenyző            | Versenyszám | Ellenfél Eredmény               | Ellenfél Eredmény | Ellenfél Eredmény | Ellenfél Eredmény | Ellenfél Eredmény | Ellenfél Eredmény | Ellenfél Eredmény | Helyezés   |
| -------------------- | ----------- | ------------------------------- | ----------------- | ----------------- | ----------------- | ----------------- | ----------------- | ----------------- | ---------- |
| Mohammad Reza Ródaki | Nehézsúly   | El-Mehdi Malki (MAR) · erőnyerő | nem indult        | nem indult        | nem indult        | nem indult        | nem indult        | nem indult        | nem indult |

## Evezés
Férfi
| Versenyző    | Versenyszám  | Előfutam | Előfutam | Vigaszág | Vigaszág | Negyeddöntő | Negyeddöntő | Elődöntő | Elődöntő | Elődöntő | Döntő | Döntő   | Döntő | Helyezés |
| Versenyző    | Versenyszám  | Idő      | Hely.    | Idő      | Hely.    | Idő         | Hely.       | Típus    | Idő      | Hely.    | Típus | Idő     | Hely. | Helyezés |
| ------------ | ------------ | -------- | -------- | -------- | -------- | ----------- | ----------- | -------- | -------- | -------- | ----- | ------- | ----- | -------- |
| Mohszen Sádi | Egypárevezős | 7:27,42  | 6.       | 7:11,55  | 2.       | 7:32,72     | 6.          | C/D      | 8:20,29  | 6.       | D     | 7:31,42 | 4.    | 22.      |

Női
| Versenyző      | Versenyszám  | Előfutam | Előfutam | Vigaszág | Vigaszág | Negyeddöntő | Negyeddöntő | Elődöntő | Elődöntő | Elődöntő | Döntő | Döntő   | Döntő | Helyezés |
| Versenyző      | Versenyszám  | Idő      | Hely.    | Idő      | Hely.    | Idő         | Hely.       | Típus    | Idő      | Hely.    | Típus | Idő     | Hely. | Helyezés |
| -------------- | ------------ | -------- | -------- | -------- | -------- | ----------- | ----------- | -------- | -------- | -------- | ----- | ------- | ----- | -------- |
| Soulmaz Abbasi | Egypárevezős | 8:17,46  | 6.       | 8:05,99  | 2.       | 8:27,28     | 6.          | C/D      | 8:30,74  | 6.       | D     | 8:57,98 | 6.    | 24.      |

## Íjászat
Férfi
| Versenyző    | Versenyszám | Selejtező | Selejtező | 64-es főtábla                   | 32-es főtábla     | Nyolcaddöntő      | Negyeddöntő       | Elődöntő          | Döntő             | Helyezés |
| Versenyző    | Versenyszám | Pont      | Kiemelt   | Ellenfél Eredmény               | Ellenfél Eredmény | Ellenfél Eredmény | Ellenfél Eredmény | Ellenfél Eredmény | Ellenfél Eredmény | Helyezés |
| ------------ | ----------- | --------- | --------- | ------------------------------- | ----------------- | ----------------- | ----------------- | ----------------- | ----------------- | -------- |
| Milad Vaziri | Egyéni      | 662       | 39.       | Eduardo Vélez (MEX) (26.) · 1–7 | kiesett           | kiesett           | kiesett           | kiesett           | kiesett           | 33.      |

Női
| Versenyző     | Versenyszám | Selejtező | Selejtező | 64-es főtábla                    | 32-es főtábla     | Nyolcaddöntő      | Negyeddöntő       | Elődöntő          | Döntő             | Helyezés |
| Versenyző     | Versenyszám | Pont      | Kiemelt   | Ellenfél Eredmény                | Ellenfél Eredmény | Ellenfél Eredmény | Ellenfél Eredmény | Ellenfél Eredmény | Ellenfél Eredmény | Helyezés |
| ------------- | ----------- | --------- | --------- | -------------------------------- | ----------------- | ----------------- | ----------------- | ----------------- | ----------------- | -------- |
| Zahra Dehghan | Egyéni      | 614       | 55.       | Mariana Avitia (MEX) (10.) · 2–6 | kiesett           | kiesett           | kiesett           | kiesett           | kiesett           | 33.      |

## Kajak-kenu

### Síkvízi
Férfi
| Versenyző           | Versenyszám        | Előfutam | Előfutam | Előfutam | Elődöntő | Elődöntő | Elődöntő | Döntő   | Döntő   | Döntő    | Helyezés |
| Versenyző           | Versenyszám        | Idő      | Hely.    | Össz.    | Idő      | Hely.    | Össz.    | Típus   | Idő     | Helyezés | Helyezés |
| ------------------- | ------------------ | -------- | -------- | -------- | -------- | -------- | -------- | ------- | ------- | -------- | -------- |
| Ahmad Reza Talebian | Kajak egyes 1000 m | 3:39,504 | 6.       | 19.      | kiesett  | kiesett  | kiesett  | kiesett | kiesett | kiesett  | 19.      |

Női
| Versenyző     | Versenyszám       | Előfutam | Előfutam | Előfutam | Elődöntő | Elődöntő | Elődöntő | Döntő   | Döntő   | Döntő    | Helyezés |
| Versenyző     | Versenyszám       | Idő      | Hely.    | Össz.    | Idő      | Hely.    | Össz.    | Típus   | Idő     | Helyezés | Helyezés |
| ------------- | ----------------- | -------- | -------- | -------- | -------- | -------- | -------- | ------- | ------- | -------- | -------- |
| Arezoo Hakimi | Kajak egyes 200 m | 44,576   | 7.       | 25.      | kiesett  | kiesett  | kiesett  | kiesett | kiesett | kiesett  | 26.      |
| Arezoo Hakimi | Kajak egyes 500 m | 1:58,598 | 7.       | 19.      | kiesett  | kiesett  | kiesett  | kiesett | kiesett | kiesett  | 25.      |

## Kerékpározás

### Országúti kerékpározás
Férfi
| Versenyző      | Versenyszám     | Idő                 | Helyezés      |
| -------------- | --------------- | ------------------- | ------------- |
| Mahdi Szohrábi | Mezőnyverseny   | 6:07:43 (+21:46)    | 114.          |
| Amir Zargari   | Mezőnyverseny   | nem ért célba       | nem ért célba |
| Ali Reza Haghi | Mezőnyverseny   | lekörözték          | lekörözték    |
| Ali Reza Haghi | Egyéni időfutam | 57:41,44 (+7:01,90) | 36.           |

## Ökölvívás
Férfi
| Versenyző         | Versenyszám  | Selejtező                     | Nyolcaddöntő                       | Negyeddöntő                          | Elődöntő          | Döntő             | Helyezés |
| Versenyző         | Versenyszám  | Ellenfél Eredmény             | Ellenfél Eredmény                  | Ellenfél Eredmény                    | Ellenfél Eredmény | Ellenfél Eredmény | Helyezés |
| ----------------- | ------------ | ----------------------------- | ---------------------------------- | ------------------------------------ | ----------------- | ----------------- | -------- |
| Mehdi Tolouti     | Kisváltósúly | Jonathan Alonso (ESP) · 16–12 | Danyijar Jeleuszinov (KAZ) · 10–19 | kiesett                              | kiesett           | kiesett           | 9.       |
| Amin Gászemi Pour | Váltósúly    | Gabriel Maestre (VEN) · 8–13  | kiesett                            | kiesett                              | kiesett           | kiesett           | 17.      |
| Ehszán Rouzbahani | Félnehézsúly | Jeysson Monroy (COL) · 12–10  | Bahram Muzaffer (TUR) · 18–12      | Agyilbek Nyijazimbetov (KAZ) · 10–13 | kiesett           | kiesett           | 5.       |
| Ali Mazáheri      | Nehézsúly    | José Larduet (CUB) · kizárták | kiesett                            | kiesett                              | kiesett           | kiesett           | 9.       |

## Sportlövészet
Férfi
| Versenyző           | Versenyszám    | Selejtező | Selejtező | Döntő   | Döntő    |
| Versenyző           | Versenyszám    | Pont      | Helyezés  | Pont    | Helyezés |
| ------------------- | -------------- | --------- | --------- | ------- | -------- |
| Ebrahim Barkhordari | Légpisztoly    | 569       | 33.       | kiesett | kiesett  |
| Ebrahim Barkhordari | Szabadpisztoly | 552       | 27.       | kiesett | kiesett  |

Női
| Versenyző          | Versenyszám           | Selejtező | Selejtező | Döntő   | Döntő    |
| Versenyző          | Versenyszám           | Pont      | Helyezés  | Pont    | Helyezés |
| ------------------ | --------------------- | --------- | --------- | ------- | -------- |
| Elaheh Ahmadi      | Sportpuska, összetett | 567       | 43.       | kiesett | kiesett  |
| Elaheh Ahmadi      | Légpuska              | 397       | 5.*       | 499,1   | 6.       |
| Mahlagha Jambozorg | Légpuska              | 391       | 43.       | kiesett | kiesett  |
| Mahlagha Jambozorg | Sportpuska, összetett | 581       | 14.       | kiesett | kiesett  |

* - négy másik versenyzővel azonos eredményt ért el, szétlövés után 52,0 ponttal az 1. helyen végzett

## Súlyemelés
Férfi
| Versenyző            | Versenyszám | Szakítás                 | Szakítás                 | Lökés    | Lökés    | Összesen | Helyezés |
| Versenyző            | Versenyszám | Eredmény                 | Helyezés                 | Eredmény | Helyezés | Összesen | Helyezés |
| -------------------- | ----------- | ------------------------ | ------------------------ | -------- | -------- | -------- | -------- |
| Kiánus Rosztami      | 85 kg       | 171                      | 5.                       | 209      | 4.       | 380      |          |
| Sohrab Moradi        | 85 kg       | érvényes kísérlet nélkül | érvényes kísérlet nélkül | kiesett  | kiesett  | kiesett  | kiesett  |
| Saeid Mohammadpour   | 94 kg       | 183                      | 3.                       | 219      | 6.       | 402      | 5.       |
| Naváb Nasszirsalál   | 105 kg      | 184                      | 5.                       | 227      | 1.       | 411      |          |
| Behdád Szalimi       | +105 kg     | 208                      | 1.                       | 247      | 1.       | 455      |          |
| Szadzsád Anusiraváni | +105 kg     | 204                      | 3.                       | 245      | 2.       | 449      |          |

## Taekwondo
Férfi
| Versenyző               | Versenyszám | Nyolcaddöntő               | Negyeddöntő                 | Elődöntő                    | Vigaszág elődöntő            | Bronz- mérkőzés   | Döntő                      | Helyezés |
| Versenyző               | Versenyszám | Ellenfél Eredmény          | Ellenfél Eredmény           | Ellenfél Eredmény           | Ellenfél Eredmény            | Ellenfél Eredmény | Ellenfél Eredmény          | Helyezés |
| ----------------------- | ----------- | -------------------------- | --------------------------- | --------------------------- | ---------------------------- | ----------------- | -------------------------- | -------- |
| Mohammad Bágeri Motamed | Pehelysúly  | David Boui (CAF) · 7–2     | Rohullah Nikpai (AFG) · 5–4 | Diogo Silva (BRA) · 5–5 SUP |                              |                   | Servet Tazegül (TUR) · 5–6 |          |
| Juszof Karami           | Váltósúly   | Nicolás García (ESP) · 2–8 |                             |                             | Lutalo Muhammad (GBR) · 7–11 | kiesett           |                            | 7.       |

Női
| Versenyző       | Versenyszám | Nyolcaddöntő              | Negyeddöntő       | Elődöntő          | Vigaszág elődöntő | Bronz- mérkőzés   | Döntő             | Helyezés |
| Versenyző       | Versenyszám | Ellenfél Eredmény         | Ellenfél Eredmény | Ellenfél Eredmény | Ellenfél Eredmény | Ellenfél Eredmény | Ellenfél Eredmény | Helyezés |
| --------------- | ----------- | ------------------------- | ----------------- | ----------------- | ----------------- | ----------------- | ----------------- | -------- |
| Sousan Hajipour | Váltósúly   | Carmen Marton (AUS) · 4–5 | kiesett           | kiesett           |                   |                   |                   | 11.      |

## Úszás
Férfi
| Versenyző         | Versenyszám | Előfutam | Előfutam | Előfutam | Elődöntő | Elődöntő | Elődöntő | Döntő   | Döntő    |
| Versenyző         | Versenyszám | Idő      | Hely.    | Össz.    | Idő      | Hely.    | Össz.    | Idő     | Helyezés |
| ----------------- | ----------- | -------- | -------- | -------- | -------- | -------- | -------- | ------- | -------- |
| Mohammad Bidarian | 100 m gyors | 52,93    | 6.       | 42.      | kiesett  | kiesett  | kiesett  | kiesett | kiesett  |

## Vívás
Férfi
| Versenyző       | Versenyszám  | Selejtező                   | 32-es főtábla     | Nyolcaddöntő      | Negyeddöntő       | Elődöntő          | Bronz- mérkőzés   | Döntő             | Helyezés |
| Versenyző       | Versenyszám  | Ellenfél Eredmény           | Ellenfél Eredmény | Ellenfél Eredmény | Ellenfél Eredmény | Ellenfél Eredmény | Ellenfél Eredmény | Ellenfél Eredmény | Helyezés |
| --------------- | ------------ | --------------------------- | ----------------- | ----------------- | ----------------- | ----------------- | ----------------- | ----------------- | -------- |
| Mojtaba Abedini | Kard, egyéni | Florin Zalomir (ROU) · 7–15 | kiesett           | kiesett           | kiesett           | kiesett           | kiesett           | kiesett           | 37.      |